# Мерісвілл (Огайо)
Мерісвілл (англ. Marysville) — місто (англ. city) в США, в окрузі Юніон штату Огайо. Населення — 25 571 особа (2020).

## Географія
Мерісвілл розташований за координатами 40°13′41″ пн. ш. 83°21′34″ зх. д. / 40.22806° пн. ш. 83.35944° зх. д. (40.227986, -83.359360).  За даними Бюро перепису населення США в 2010 році місто мало площу 42,90 км², з яких 42,14 км² — суходіл та 0,75 км² — водойми.

## Демографія
Згідно з переписом 2010 року, у місті мешкали 22 094 особи в 7314 домогосподарствах у складі 5050 родин. Густота населення становила 515 осіб/км².  Було 7969 помешкань (186/км²).
Расовий склад населення:
| - 90,4 % — білих - 4,5 % — чорних або афроамериканців - 2,3 % — азіатів - 0,3 % — корінних американців - 0,1 % — вихідців з тихоокеанських островів |

До двох чи більше рас належало 1,8 %. Частка іспаномовних становила 1,8 % від усіх жителів.
За віковим діапазоном населення розподілялося таким чином: 26,6 % — особи молодші 18 років, 65,3 % — особи у віці 18—64 років, 8,1 % — особи у віці 65 років та старші. Медіана віку мешканця становила 33,1 року. На 100 осіб жіночої статі у місті припадало 74,9 чоловіків;  на 100 жінок у віці від 18 років та старших — 66,7 чоловіків також старших 18 років.
Середній дохід на одне домашнє господарство  становив 69 671 долар США (медіана — 59 213), а середній дохід на одну сім'ю — 83 499 доларів (медіана — 77 725). Медіана доходів становила 56 070 доларів для чоловіків та 36 601 долар для жінок. За межею бідності перебувало 9,5 % осіб, у тому числі 9,7 % дітей у віці до 18 років та 10,0 % осіб у віці 65 років та старших.
Цивільне працевлаштоване населення становило 9958 осіб. Основні галузі зайнятості: освіта, охорона здоров'я та соціальна допомога — 18,4 %, виробництво — 17,4 %, науковці, спеціалісти, менеджери — 13,2 %, роздрібна торгівля — 13,1 %.